# Bouteiller de Champagne
Le bouteiller de Champagne (du latin : buticularius, échanson, qui a évolué en bouteiller) était un haut dignitaire du comté de Champagne pendant la période comtale, membre de la cour du comte, dont il administre le vignoble.

## Fonction
Le titre était à l'origine celui d'échanson, qui était chargé de servir à boire au comte ou à tout autre personnage de haut rang. En raison de la crainte permanente d'intrigues et de complots, la charge revenait à une personne en qui le souverain plaçait une confiance totale. 
Le titre à ensuite évolué en celui de bouteiller, qui était chargé de l'approvisionnement en vin de la cour comtale, mais aussi chargé d'administrer le vignoble du domaine du comte.
Cette charge est rémunérée par le comte et donnée à titre viager et n'est donc pas héréditaire, bien qu'elle ait déjà été donnée au fils du précédent détenteur.

## Liste des bouteillers de Champagne

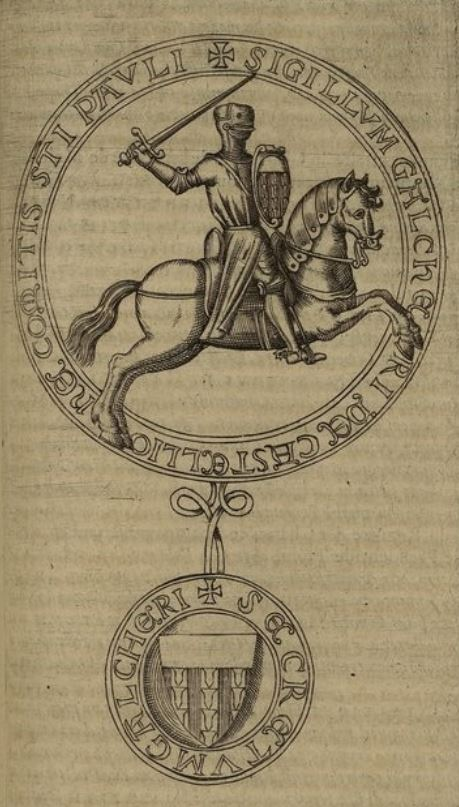
Sceau et contre sceau du bouteiller de Champagne Gaucher III de Châtillon.

### SousThibaudIerde Troyes
- Durant, dont le nom de famille est inconnu, échanson vers 1089[AJ 2].

### SousHuguesIerde Champagne
- Hugues, dont le nom de famille est inconnu, échanson vers 1100[AJ 2].
- Eodadus, dont le nom de famille est inconnu, échanson vers 1103[AJ 2].
- Vinnebertus, dont le nom de famille est inconnu, échanson vers 1123[AJ 2].

### SousHenriIerde Champagne, ditle Libéral
- Anseau II de Traînel († en 1188 ou 1189), seigneur de Traînel, échanson puis bouteiller de Champagne pendant la totalité du règne du Comte Henri le Libéral[AJ 3].

### SousHenri II de Champagne,Thibaut III de Champagneet la régence deBlanche de Navarre
- Gaucher III de Châtillon († en 1219), seigneur de Châtillon et comte de Saint-Pol, bouteiller de Champagne jusqu'à sa mort en 1219[AJ 4].

### SousThibaut IV de ChampagneetThibaut V de Champagne, également rois de Navarre
- Hugues Ier de Châtillon († en 1248), deuxième fils du précédent à qui il succède comme bouteiller de Champagne[AJ 1].
- Jean III de Thourotte († avant 1266), châtelain de Thourotte et de Noyon et seigneur d'Allibaudières[AJ 5].

Après ce dernier, il n'y a pas de successeur connu pour la charge de bouteiller de Champagne. Toutefois, en 1264 apparait un échanson du nom de Guillaume d'Aulnay, qui reprend probablement en partie la charge de bouteiller.